# H&BR Pickering Bogie Carriages
Die ersten Drehgestell-Personenwagen (im Englischen mit Bogie Carriage bezeichnet) der britischen Hull and Barnsley Railway (H&BR) wurden 1907 von R. Y. Pickering and Co. gebaut und daher meistens als „The Pickerings“ bezeichnet.

## Geschichte
Während die meisten britischen Eisenbahngesellschaften bereits um 1900 die ersten Personenwagen mit Drehgestellen einsetzten, stellte die H&BR erstmals im Januar 1907 solche Wagen in Dienst.
Diese wurden zwar bereits im September 1905 bestellt, aber R. Y. Pickering konnte diese nicht früher liefern. Es waren insgesamt zwölf Wagen in vier verschiedenen Kombinationen.
Sie wurden vor allem in den Schnellzügen auf der Strecke zwischen Kingston upon Hull und Sheffield eingesetzt.

## Konstruktive Merkmale

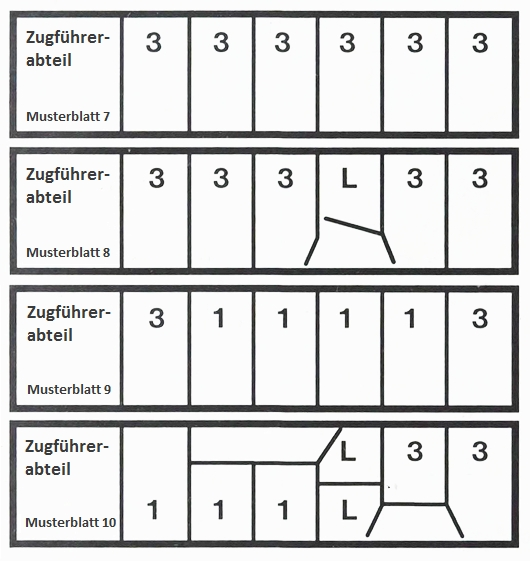
Schemata der vier Wagentypen

Es gab Wagen 3. Klasse mit und ohne Toilette sowie gemischtklassige Wagen mit und ohne Toiletten, alle jeweils mit einem Zugführerabteil. Die Abteilwagen mit Toilette hatten im Gegensatz zu denen ohne Toilette einen seitlichen Verbindungsgang, wobei bei den Wagen 3. Klasse nur die zwei angrenzenden Abteile die Toilette benutzen konnten. Bei den gemischtklassigen Wagen hatte jede Klasse einen eigenen Verbindungsgang zu ihrer Toilette, jeweils auf der anderen Wagenseite.
Zur Ausstattung gehörten Dampfheizung, Ventilatoren im Dach und Gasbeleuchtung. Ein besonderes Merkmal war das hohe elliptische Dach, das im Inneren der Wagen für eine lichte Höhe von 228 cm sorgte.
Die Wagen waren wie alle Personenwagen der H&BR aus klarlackiertem Teakholz und hatten eine goldene Beschriftung mit blauem Schatten. Die Dächer und Radreifen waren weiß, Fahrgestelle und alle anderen Metallteile schwarz lackiert.

## Wagennummern
Als die H&BR 1922 von der North Eastern Railway (NER) übernommen wurde, bekamen die Wagen neue Nummern. Ebenfalls im Jahr darauf beim Inkrafttreten des Railways Act 1921 und dem damit verbundenen Zusammenschluss der NER mit anderen Gesellschaften zur London and North Eastern Railway (LNER).
| Wagenart                       | Anzahl | Muster- blatt | Wagennummern 1907 | Wagennummern ab 1920 | Wagennummern ab 1922 (NER) | Wagennummern ab 1923 (LNER) |
| ------------------------------ | ------ | ------------- | ----------------- | -------------------- | -------------------------- | --------------------------- |
| 3. Klasse                      | 2      | 7             | 1–2               | 39–40                | 5039–5040                  | 25039–25040                 |
| 3. Klasse mit Toilette         | 4      | 8             | 41–44             | 41–44                | 5041–5044                  | 25041–25044                 |
| 1. und 3. Klasse               | 2      | 9             | 31–32             | 45–46                | 5045–5046                  | 25045–25046                 |
| 1. und 3. Klasse mit Toiletten | 4      | 10            | 27–30             | 47–50                | 5047–5050                  | 25047–25050                 |

Einige Wagen kam 1948 bei der Verstaatlichung zu British Railways, wo der letzte bis 1969 im Einsatz war. Der Wagen wurde vom Hull & Barnsley Railway Stock Fund erworben, mit dem Ziel, ihn irgendwann zu restaurieren und auf einer Museumsbahn einzusetzen.